# Pellokielas
Pellokielas är ett naturreservat i Gällivare kommun i Norrbottens län.
Området är naturskyddat sedan 1978 och är 8,3 kvadratkilometer stort. Reservatet omfattar ett berg och sluttning i sydväst och ett myrområde i öster. Reservatet består av gammal tallurskog och granskog.  